# 町田市立南第二小学校
町田市立南第二小学校（まちだしりつ みなみだいにしょうがっこう）は、東京都町田市成瀬七丁目にあった公立小学校である。略称は「南二小」（みなみにしょう）。
中庭にある楓の木が本校の名物となっていた。
後述の通り、市教育委員会における「町田市新たな学校づくり推進計画」に基づき、2025年度から2027年度まで「成瀬小学校」としての運用開始に伴う建て替えを実施する予定となっている。

## 歴史
- 1873年（明治 6年） 6月 - 「成高学舎」として創立、仮校舎を東雲寺に置く
- 1880年（明治13年） 3月 - 「成瀬学校」と改称
- 1890年（明治23年） 2月 - 開校式
- 1908年（明治41年） 4月 - 「南尋常小学校」と改称
- 1910年（明治43年） 4月 - 中村地区（現・成瀬コミュニティセンター）に新校舎を建設、移転する。
- 1941年（昭和16年） 4月 - 「南第二国民学校」と改称
- 1947年（昭和22年） 4月 - 「南村立南第二小学校」と改称
- 1954年（昭和29年） 4月 - 「町田町立南第二小学校」と改称
- 1955年（昭和30年）10月 - 給食室が完成、完全給食を実施
- 1958年（昭和33年） 2月 - 市制施行により「町田市立南第二小学校」と改称
- 1962年（昭和37年） 9月 - 校歌発表会
- 1971年（昭和46年） 7月 - プールが完成
- 1978年（昭和53年）10月 - 新校舎落成式、現在の成瀬7丁目へ移転する。
- 1981年（昭和56年） 4月 - 障がい学級（現・特別支援学級）「みなみ組」を設置
- 1998年（平成10年） 9月 - パソコン室が完成（パソコンを使った授業が始まる）
- 2003年（平成15年） 4月 - 町田市研究奨励校（算数）
- 2009年（平成21年）11月 - 町田市研究推進校（国語）
- 2012年（平成24年） 8月 - 普通教室にエアコンを整備
- 2013年（平成25年） 4月 - 東京都理数フロンティア校に指定される。
- 2025年（令和7年）3月31日 - 閉校。

## 学校行事
- 運動会 - 毎年5月に開催。
- かえでフェスティバル - 毎年6月に開催。
- 書き初め会 - 毎年1月に開催。
- 恩田川持久走大会 - 毎年2月に開催。

## クラブ活動
- サッカークラブ

## 学校の統合
町田市教育委員会では「町田市新たな学校づくり推進計画」に基づいて、2040年度までに市内の市立小学校・中学校を統合・建替をする予定である。この影響を受け、本校も2025年度に町田市立南成瀬小学校と統合する。
本校と南成瀬小学校は2025年3月31日をもって閉校し、同年4月1日より統合新設校「町田市立成瀬小学校」が開校予定である。また、本校に設置されている「知的障がい特別支援学級」は継続されるとともに、新たに「自閉症・情緒障がい特別支援学級」を設置する。
2025年度からは南成瀬小学校にプレハブ校舎を建設し、既存校舎と併用して使用する。2025年度から2027年度までに、本校敷地に新校舎を建設する。
統合校の校舎は本校の位置で、使用開始は2028年度からを予定する。

## 主な出身者
- 麻園みき - 1986年卒、元宝塚歌劇団男役タカラジェンヌ

## 学区内の名所・施設
- 東雲寺 - 本校が最初に創立された寺
- 恩田川 - 校舎の横を流れる川。お花見の名所で持久走大会も行われる。
- 町田市立総合体育館 - プロスポーツの試合や全国規模の大会も行っている。
- 成瀬クリーンセンター - 南成瀬8丁目にある下水処理場
- 町田市立会下山公園 - 南成瀬4丁目の公園
- 堂之坂公苑 - 南成瀬5丁目の庭園風の公園
- 町田市立東光寺公園 - 南成瀬7丁目の公園

## 近隣の学校
主な近隣の小学校
町田市立南成瀬小学校
町田市立成瀬中央小学校
町田市立高ヶ坂小学校
町田市立南第四小学校
町田市立小川小学校
横浜市立長津田第二小学校
町田市立南第三小学校
主な進学中学校
町田市立南成瀬中学校
町田市立成瀬台中学校
主な近隣の高等学校
東京都立成瀬高等学校
東京都立小川高等学校